# Guovddelistjåhkkå
Guovddelistjåhkkå, enligt tidigare ortografi Kuoutelistjåkkå, är ett 1 327 meter högt berg i västra delen av Padjelanta Natura 2000-område. Berget ligger både i Jokkmokks kommun i Norrbottens län (Lappland) samt Sørfold kommun i Nordland fylke, Norge.
Gränsen mellan Sverige och Norge passerar över bergets topp som är en av de traktatspunkter i Strömstadstraktaten från 1751 som definierar riksgränsen mot Norge. Trots det byggdes inget riksröse förrän 1930 och det gavs beteckningen Rr 242B. Toppen utgör även det nordöstra hörnet av Rago nationalpark i Norge. 
Den östra sidan bär svagt uppför ända upp till toppen. Norra sidan utgörs av ett stup ner mot den reglerade sjön Guhkesjávrre (Langvatnet på norska). Utsikten från toppen är varierad med Vásstenjávrre och Virihávrre i öster, Rago i söder och Gasskatjåhkkå i norr.

## Istidsformationer
Vid Guovddelistjåhkkås södra sida finns ett exempel på en slukränna. Slukrännor bildades nära isfronten på inlandsisen där isen var mer sprucken och vattnet sökte sig ner under isen och genom erosion bildade rännor i berggrunden. Slukrännan utgör utloppet från sjön Guovddelisjávrásj och den är i det närmaste en rak ränna upp till 4 meter djup och en km lång. Ena sidan av slukrännan kantas på ett ställe av delvis eroderade jättegrytor som antagligen bildades under tidigare istider. 
Bergets östra sluttning hade tidigare en glaciär, men den smälte bort i slutet av 1900-talet.

## Galleri

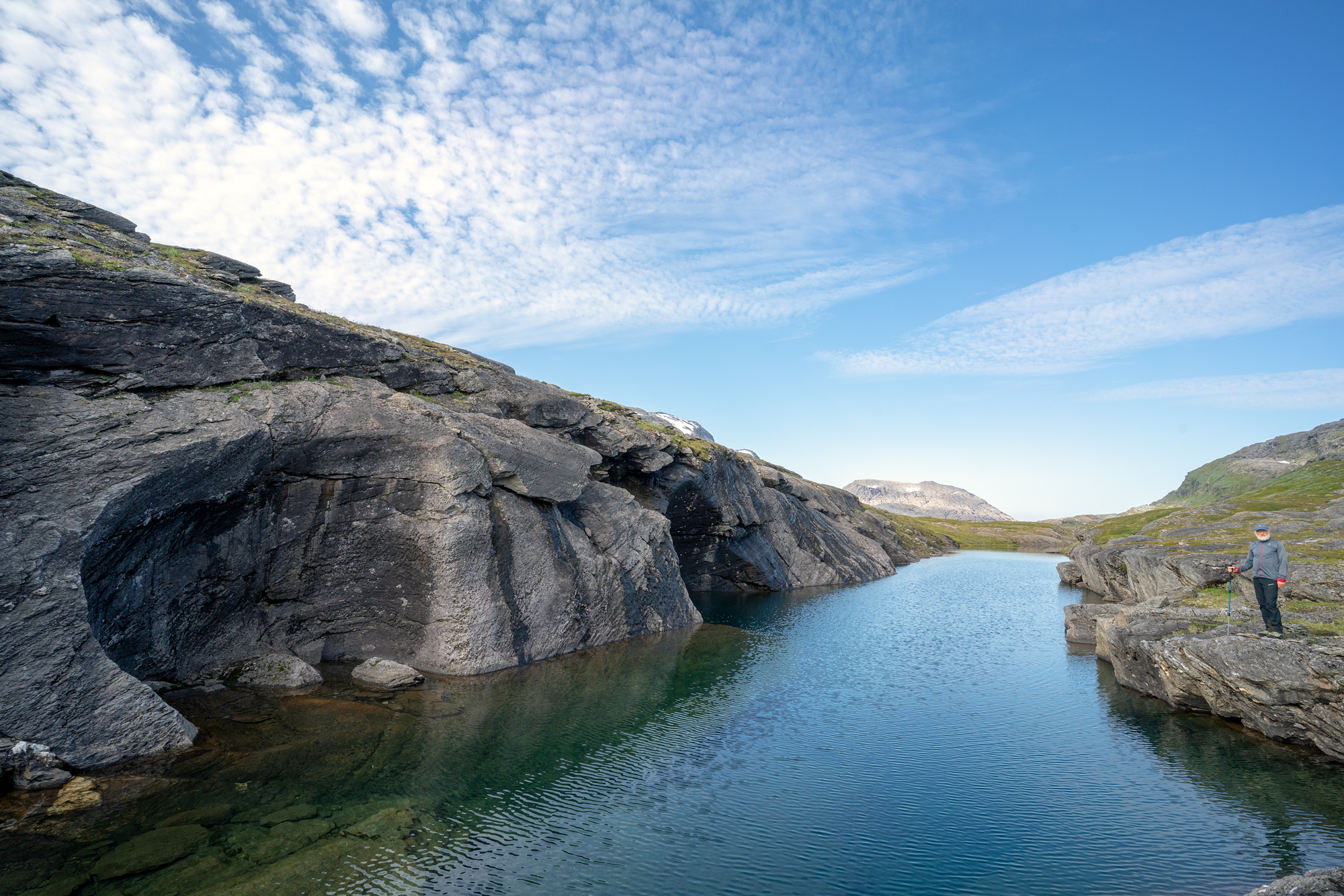
Slukrännan vid Guovddelistjåhkkås södra sida med rester av två jättegrytor.
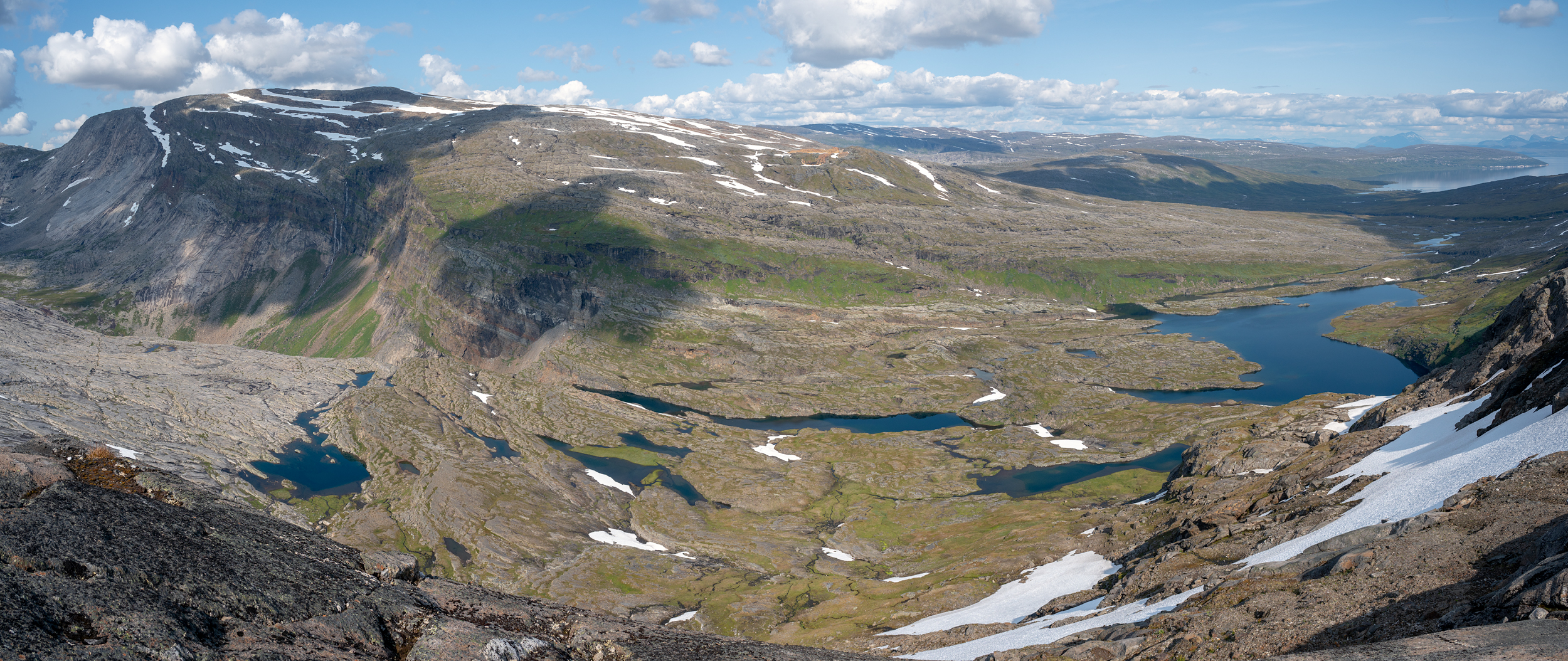
Vy mot Guovddelistjåhkkå från Njallaoajvve (Snötoppen). Till höger Guovddelisjávrásj.
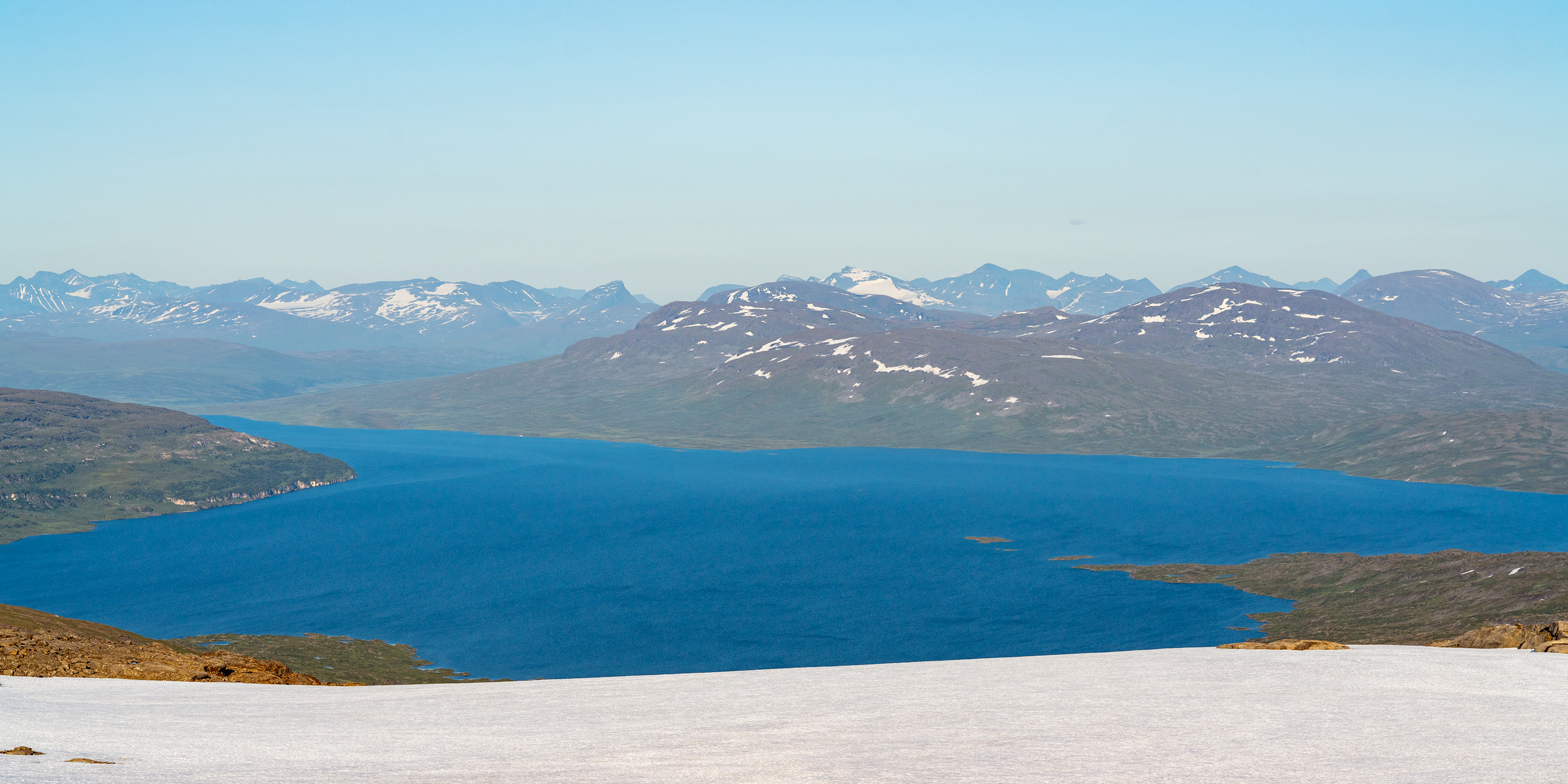
Vy mot Vásstenjávrre från Guovddelistjåhkkås östra sluttning.
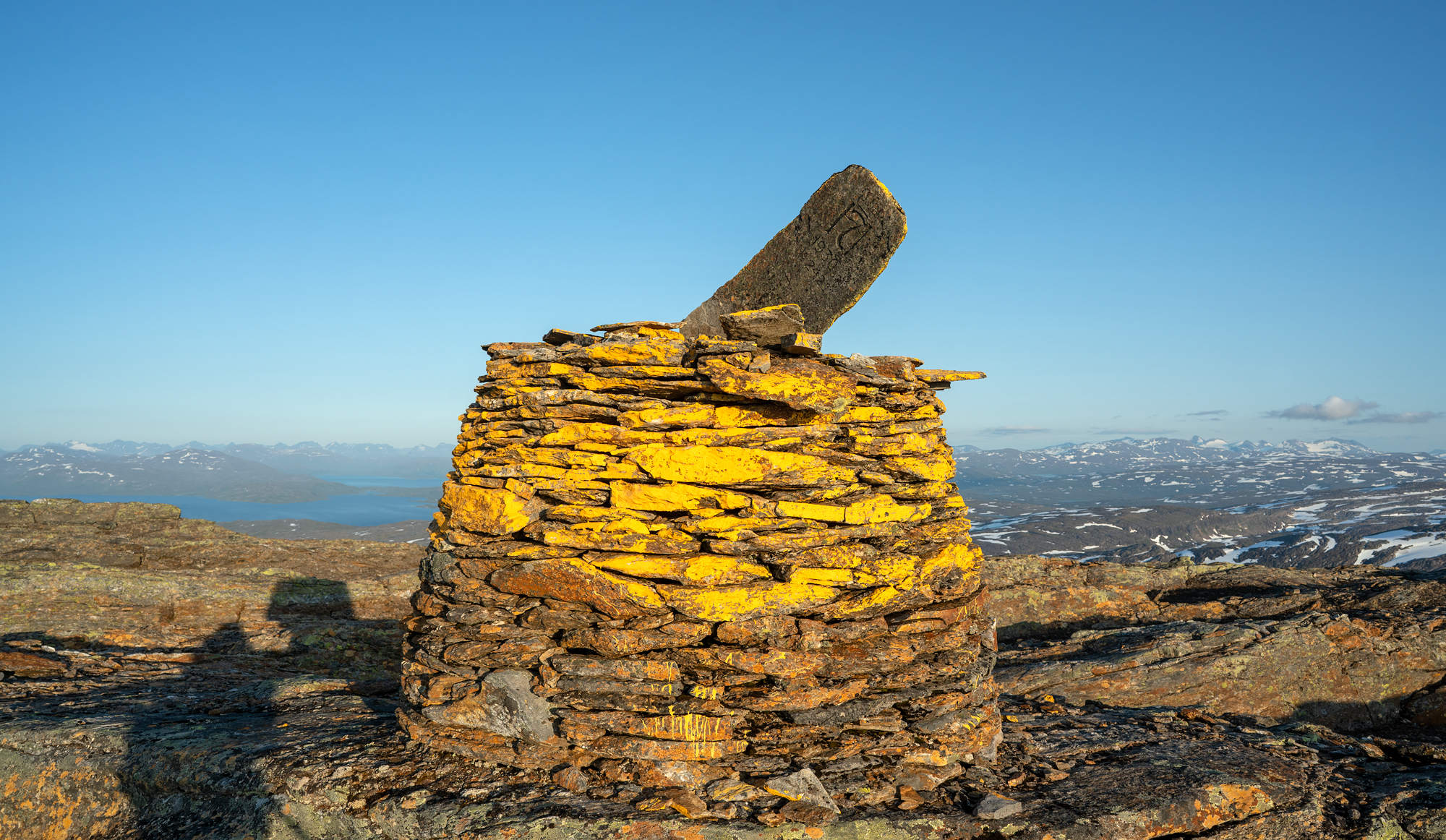
Riksröse 242B på toppen av Guovddelistjåhkkå.
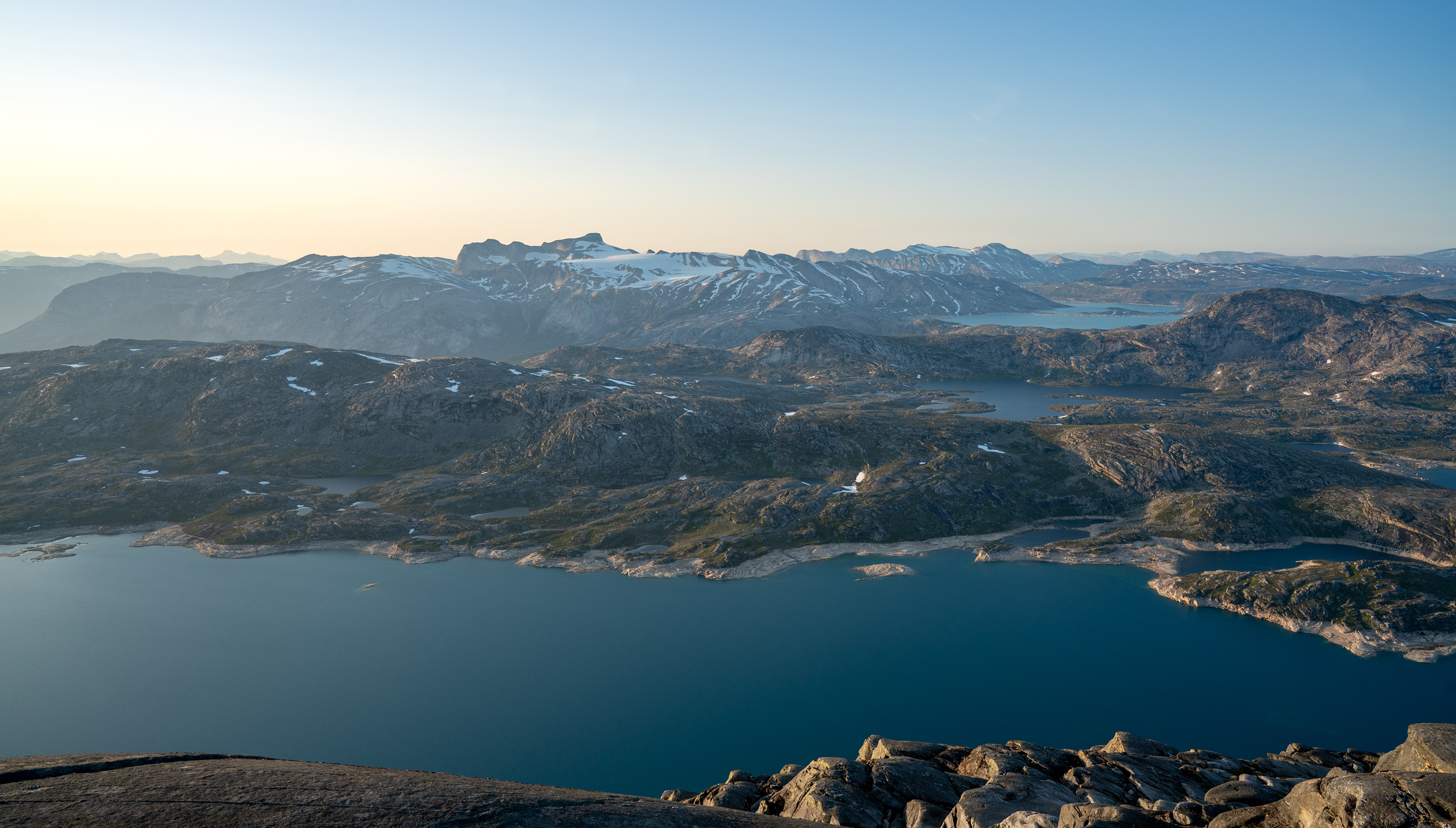
Vy mot norr från toppen av Guovddelistjåhkkå. Längst ner Guhkkesjávrre (Langvatnet). Solen är på väg ner.